# Leurre (contre-mesure)
Pour les articles homonymes, voir Leurre.

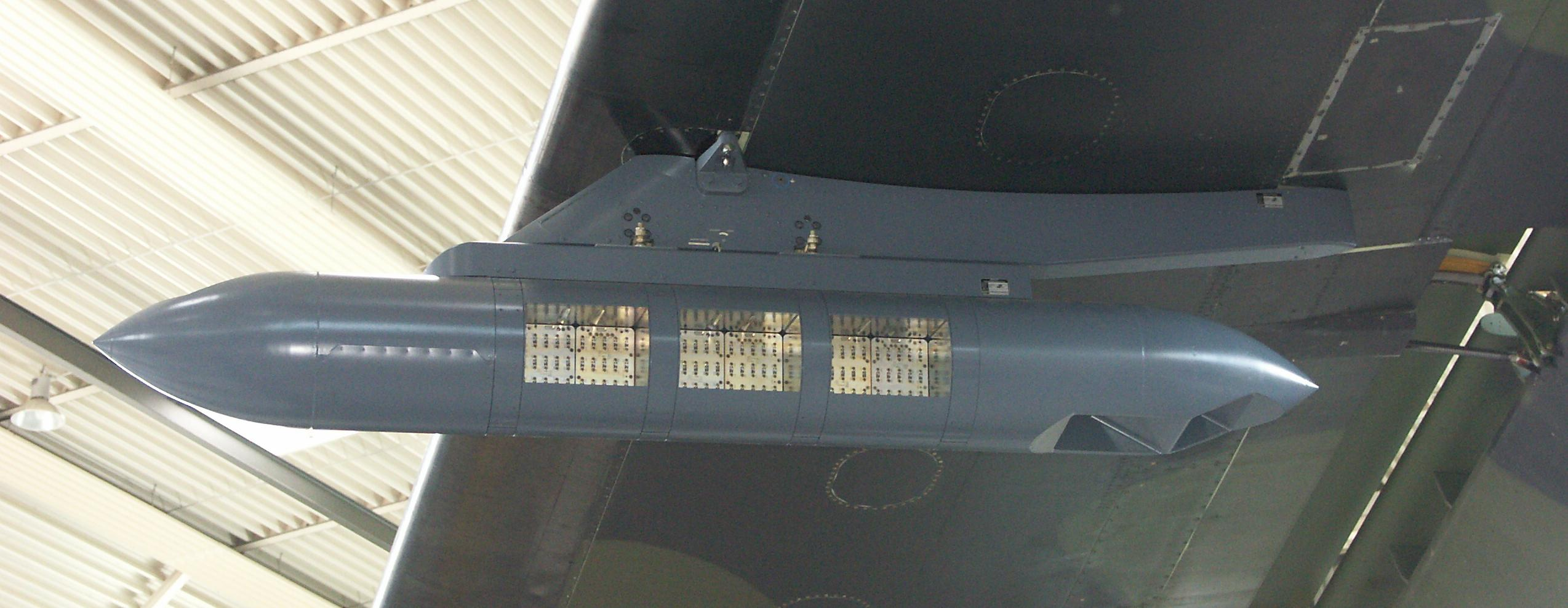
Nacelle à leurres du Transall C-160

Un leurre est un système de contre-mesure utilisé comme autodéfense. Pour échapper à une menace, un aéronef visé peut éjecter un ou plusieurs leurres constitués d'un matériau dégageant une forte chaleur en se consumant. Ceci a pour effet de détourner les armements hostiles (missiles) se guidant sur la signature thermique de leurs cibles.
Les missiles antiaériens, notamment ceux tirés de l'épaule du type tire et oublie (Fire & Forget) comme les Stingers américains ou SAM soviétiques sont munis d'un autodirecteur à infrarouge qui accroche les cibles en cherchant le point chaud (généralement les gaz de la turbine) correspondant à celui mémorisé dans une banque de données.
Les leurres (flare en anglais) sont des dispositifs consommables mis en œuvre presque exclusivement par les forces armées à partir de plates-formes mobiles terrestres, aériennes ou navales pour détourner de soi une menace émanant de missiles guidés et la rediriger sur le leurre. Les leurres peuvent être employés à titre préventif ou en réaction à une attaque.
Dans le cas d’un emploi préventif, la tâche principale du leurre est d’abaisser le contraste optique ou thermique de la scène, nécessaire pour détecter et poursuivre la cible, jusqu’à un niveau suffisamment bas pour qu’il ne puisse être exploitable par le capteur du missile.
Dans le cas d’une mise en œuvre par réaction à une attaque, le leurre doit imiter la signature (par exemple électromagnétique) de la cible (« illuminée » dans le cas d’un radar de poursuite) déjà suivie par le missile pour rediriger le capteur adverse vers le leurre qui devient à partir de ce moment la « proie » la plus intéressante.

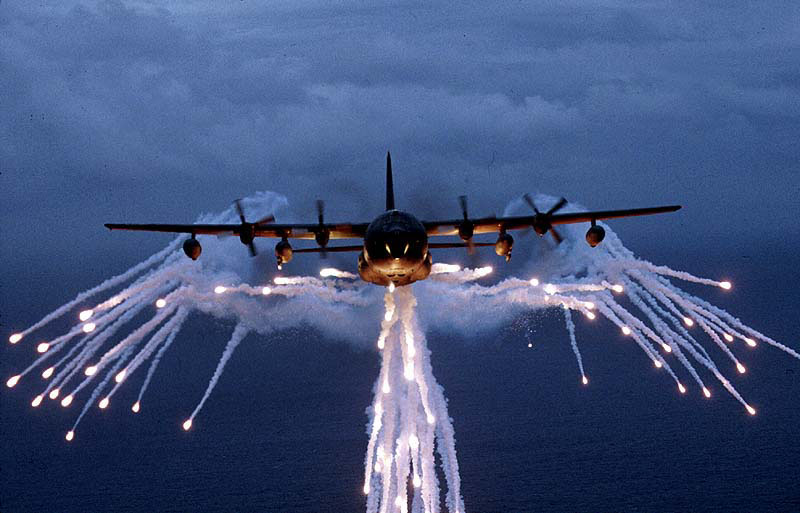
Un Lockheed MC-130 éjectant des leurres

## Aéronautique
En aéronautique, il faut distinguer les leurres infrarouges et les leurres antiradars.

### Leurres infrarouges
Les leurres infrarouges sont utilisés pour tromper les missiles sol-air ou air-air et sont éjectés selon des séquences préprogrammées en présence d’une menace supposée. Le domaine infrarouge évoqué ici est la bande spectrale de 0,8 à 5 µm.
Les leurres IR contiennent des charges pyrotechniques pyrophores (solides ou liquides) ou des charges solides facilement inflammables. Lorsque la charge est mise à feu, cela déclenche une réaction exothermique importante qui provoque un dégagement de chaleur et de fumée plus ou moins fort (et visible) en fonction de la composition chimique de la charge.

#### Charges pyrotechniques

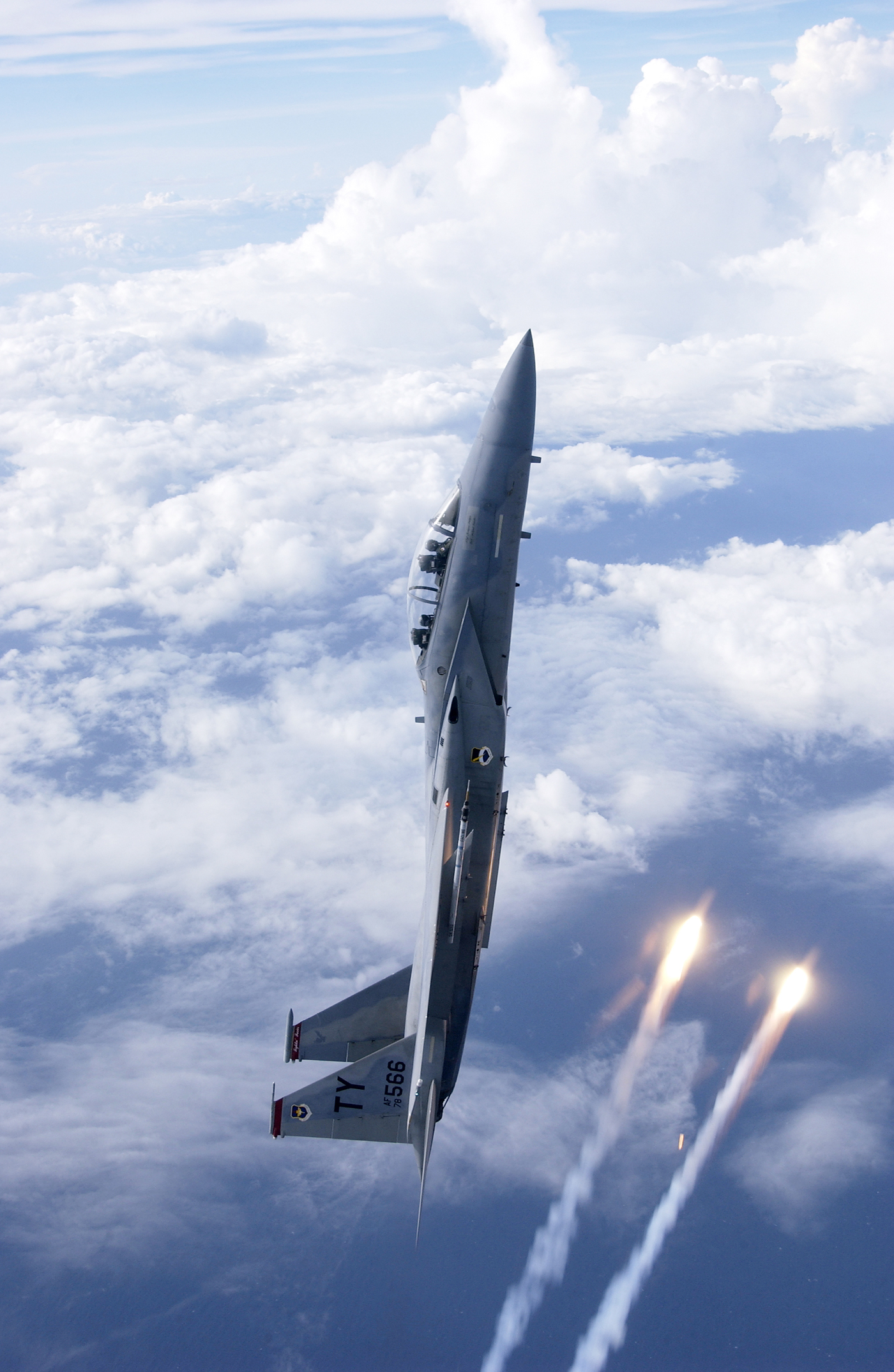
Un chasseur F-15D de la base aérienne militaire de Tyndall (Floride), lachant des leurres.

Certaines compositions chimiques telles que le mélange de magnésium/téflon/viton produisent en se consumant une signature thermique en fonction de la température et peuvent être décrits comme des « corps gris » à haute émissivité. Ces leurres sont appelés des « corps noirs ». D’autres compositions (comme les comprimés à base de fer et de perchlorate de potassium) dégagent peu de flammes et produisent également une signature thermique fonction de la température. Ces réactions émettent cependant, du fait de la température nettement plus basse, une énergie à ondes courtes dans le spectre infrarouge bien inférieure à celle produite par un mélange de magnésium/téflon/viton.
D’autres charges dégagent en se consumant des quantités importantes de dioxyde de carbone incandescent et génèrent essentiellement un rayonnement IR sélectif indépendant de la température dans le spectre de 3 à 5 µm. Les charges classiques de ce type ressemblent aux charges pyrotechniques à effet de sifflement et contiennent souvent du perchlorate de potassium et des composés organiques à faible teneur en hydrogène.

#### Charges pyrophores

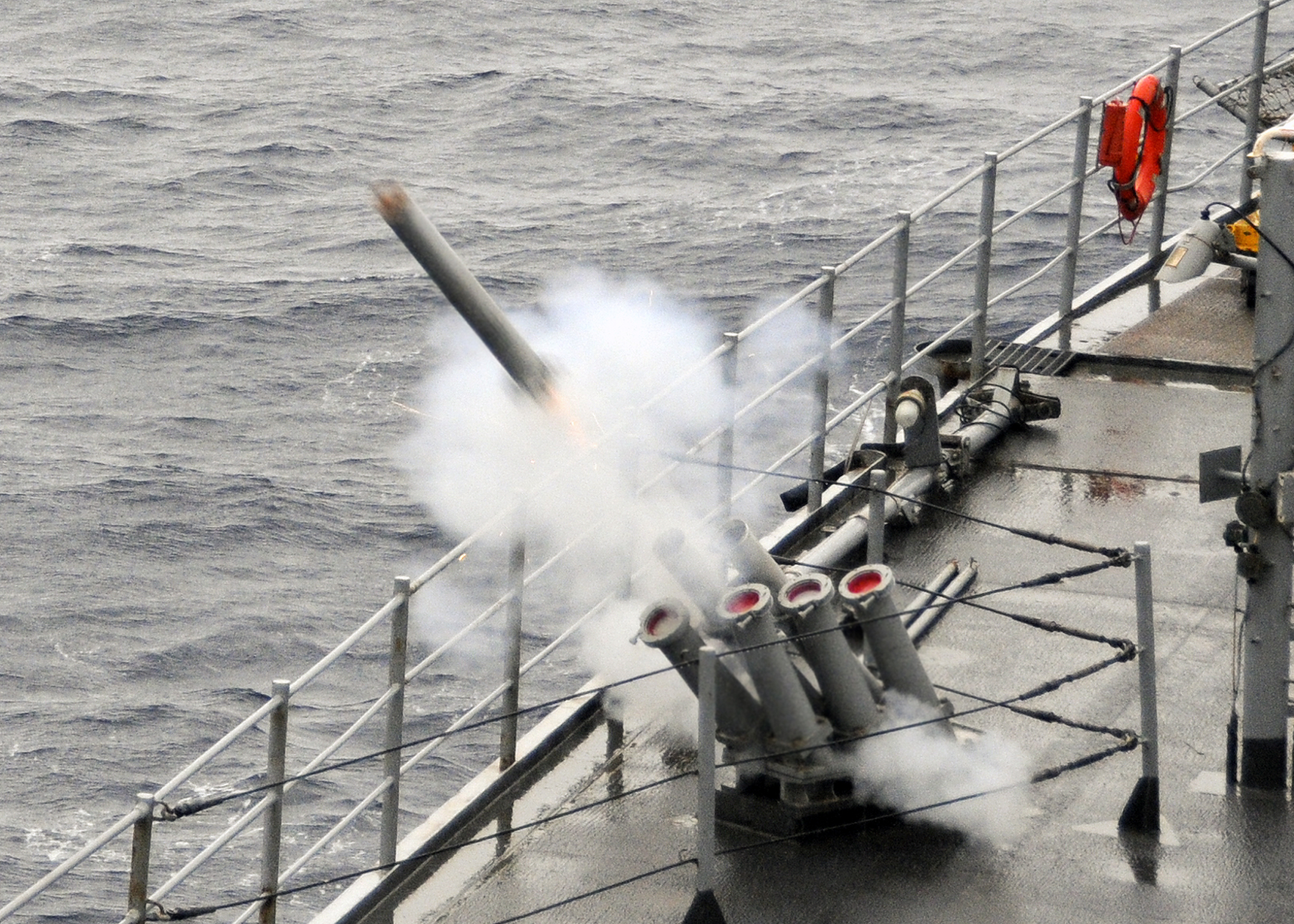
Lance-leurres Mark 36 SRBOC sur un navire de guerre en défense contre un missile anti-navire

À l’inverse des charges pyrotechniques, les matières pyrophores utilisent pour se consumer l’oxygène contenu dans l’air ambiant. Les valeurs de performance des leurres pyrophores sont donc fonction de l’altitude d’utilisation et de la pression relative de l’oxygène.
Un pyrophore liquide typique est le triéthylaluminium (TEA). En se consumant, celui-ci émet un rayonnement IR sélectif largement dominé par le dioxyde de carbone et l’eau. Les produits de combustion de l’aluminium ne génèrent pas de rayonnement IR dans cette gamme.
Les charges pyrophores solides sont composées de films ferrugineux recouverts d’une couche d’aluminium très poreuse. En raison de la surface spécifique très importante de l’aluminium, ces films s’oxydent spontanément au contact de l’air et produisent, contrairement au TEA pyrophore, un rayonnement fonction de la température.

#### Charges facilement inflammables
Le matériau de combustion énergétique de ce groupe de charges est généralement du phosphore rouge. À cet effet, le phosphore rouge est mélangé à des liants organiques et appliqué sur des films en matière synthétique minces. La combustion de ces rubans fournit, du fait de l’absence de modes actifs IR pour les produits de combustion du phosphore dans la gamme de 0,8 à 5 µm, une distribution d’intensité fonction de la température qui peut être modifiée encore plus à l’aide d’additifs inertes comme l’acide silicique à haute dispersion.

### Brouilleurs de radars (paillettes)
Afin de brouiller le canal de réception des missiles guidés par radar, les aéronefs utilisent des dispositifs appelés paillettes (chaff en anglais). Ils sont constitués de fibres de verre enrobées d’aluminium ou de fils de nylon enrobés d’argent d’une longueur égale à la moitié de la longueur d’onde escomptée du radar adverse. Les systèmes de radar des forces aériennes fonctionnent dans une gamme de 3 à 30 GHz (ce qui équivaut à des longueurs d’onde de 100 à 10 mm).
Une contre-mesure efficace est la méthode appelée « Visualisation des cibles mobiles » (MTI en anglais) qui consiste à éliminer le signal quasi statique généré par les paillettes descendant lentement vers le sol et ne fait plus apparaître que la véritable cible en mouvement.

## Marine

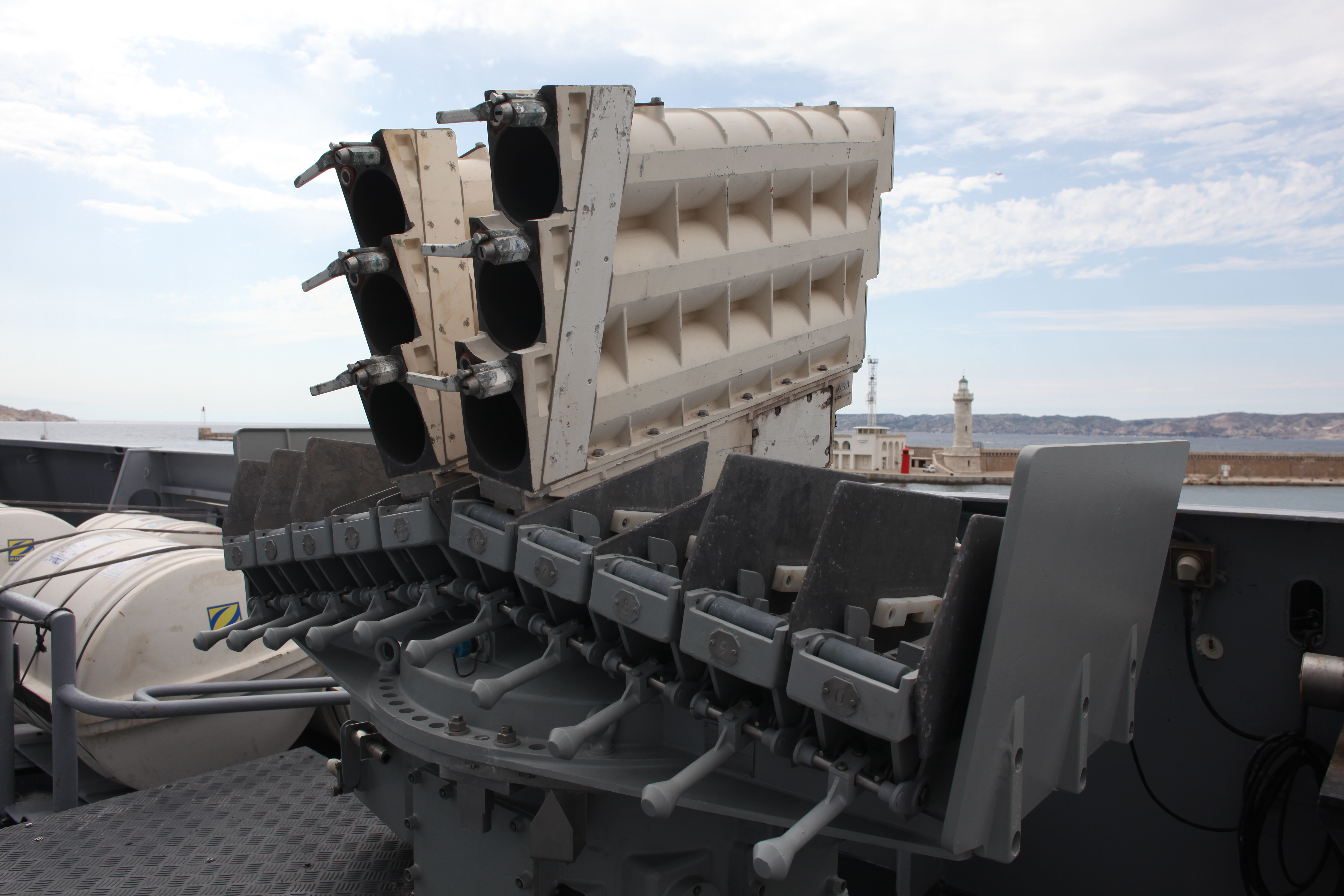
Lance-leurres AMGL-1C Dagaie Mk 2 sur la frégate Surcouf.

Afin de combattre les torpilles adverses qui recherchent leur cible on se sert de leurres anti-torpilles qui simulent une ou plusieurs fausses cibles, en imitant le champ électromagnétique et/ou la fréquence de la signature acoustique du bruit de l’hélice. Les torpilles hostiles s’accrochent généralement sur le signal d'intensité maximale, ce qui permet au véhicule poursuivi de se mettre hors de portée de la menace. Depuis le début des années 2000, ce type de leurre tend à être rendu obsolète par l'amélioration des torpilles,. Une nouvelle approche consiste à saturer les capacités d'analyse des torpilles en présentant plusieurs dizaines de fausses cibles éphémères,.
Il existe également des dispositifs de brouillage pour sous-marin fonctionnant uniquement de manière acoustique : ils sont éjectés par l'écoutille d'évacuation des déchets et dégagent de grandes quantités de gaz. Les sonars adverses sont alors « éblouis » par cette bulle.

## Engins balistiques intercontinentaux
Les fusées balistiques intercontinentales modernes (souvent équipées de têtes multiples, voir MIRV), utilisent également des leurres pour détourner les missiles anti-missiles des charges militaires réelles ou pour saturer la défense antiaérienne de manière qu’un nombre suffisant de charges réelles puisse pénétrer le bouclier protecteur.

## Drone leurre

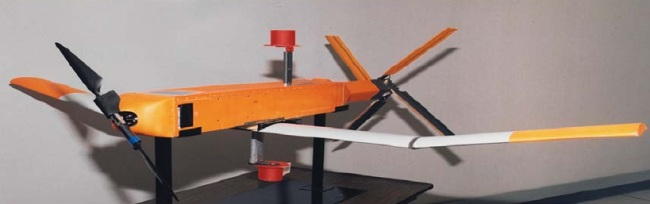
Drone leurre Flyrt

On rencontre désormais également des drones leurres, comme le Flyrt, tiré depuis des lances-leurres, comme le Mark 36 SRBOC, spécialement en usage dans la marine pour tromper les missiles anti-navires.